# Frontera entre Irak y Kuwait
La frontera entre Irak y Kuwait es el límite que separa Irak y Kuwait.

## Historia

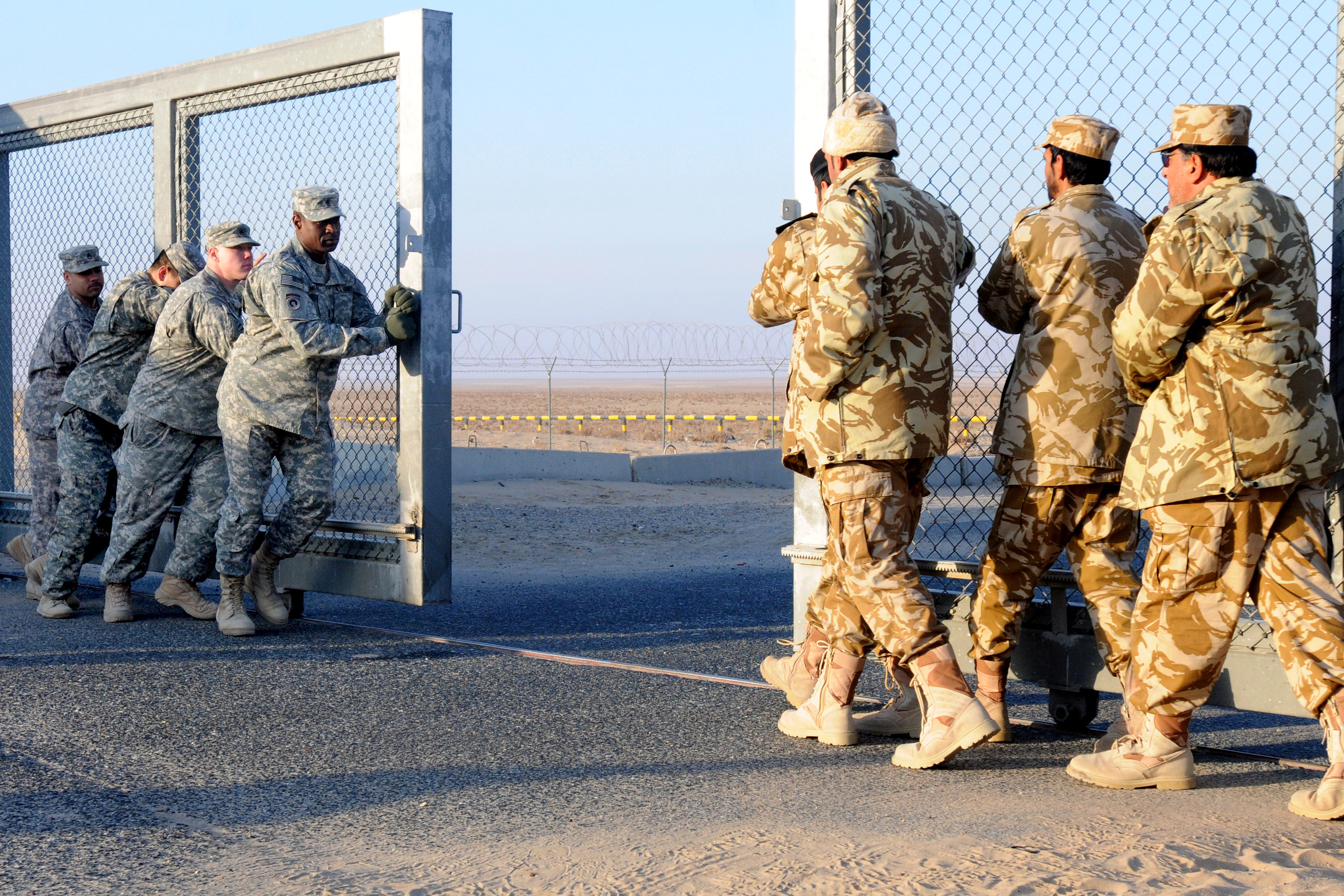
Soldados estadounidenses y kuwaitíes se unen para cerrar el portal a la frontera entre Irak y Kuwait una vez el último convoy militar pasa marcando el final de la operación New Dawn, el 18 de diciembre de 2011.

Su trazado está definido por los acuerdos de Akir de 1922-1923.
Fue discutida por Irak bajo el régimen de Sadam Huseín quien invadió Kuwait en agosto de 1990. Después de la liberación del país en febrero de 1991, ésta fue restaurada.
Entre mayo de 1991 y septiembre de 2003, la misión de observación de las Naciones Unidas en Irak y Kuwait estableció una zona tampón en la frontera.

## Barrera
Desde 1991, una barrera electrificada de 3 metros de alto y una trinchera de 4,5 m de profundidad y 4,6 m de anchura fue construida por el ejecutivo kuwaití en la frontera, que es guardada igualmente militarmente.